# Liet Internacional
Liet Internacional (del frisó liet, «cançó») és un festival de música anual per a grups i artistes que cantin en qualsevol llengua minoritària europea. El festival cerca augmentar l'interès per les llengües minoritàries, especialment entre la població jove.
El festival Liet es va celebrar per primera vegada a Frísia el 1991 i, a partir del 2002, i sota el nom de Liet Internacional, se celebra cada any amb representants de diferents països del continent europeu en col·laboració amb l'Oficina Europea de Llengües Minoritàries. Al festival és prohibit cantar en anglès.

## Edicions
| Edició | Seu                        | Guanyador                     | Cançó                                   |
| ------ | -------------------------- | ----------------------------- | --------------------------------------- |
| 2002   | Ljouwert, Frísia           | Pomada                        | A Pere Gallerí (en català)              |
| 2003   | Ljouwert, Frísia           | Transjoik                     | Mijjajaa (en sami)                      |
| 2004   | Ljouwert, Frísia           | Niko Valkeapää                | Rabas Mielain (en sami septentrional)   |
| 2006   | Östersund, Lapònia         | Johan Kitti & Ellen Sara Bæhr | Luđiin Muitalan (en sami septentrional) |
| 2008   | Luleå, Lapònia             | Jacques Culioli               | Hosanna in Excelsis (en cors)           |
| 2009   | Ljouwert, Frísia           | SomBy                         | Ii iđit vel (en sami septentrional)     |
| 2010   | An Oriant, Bretanya        | Orka                          | Rúmdardrongurin (en feroès)             |
| 2011   | Udine, Friül-Venècia Júlia | Janna Eijer                   | 1 Klap (en frisó)                       |
| 2012   | Gijón, Astúries            | Lleuwen Steffan               | Ar Gouloù Bev (en bretó)                |
| 2014   | Oldenburg, Alemanya        | Martina Iori                  | Via amb mi mùsega (en ladí)             |
| 2017   | Kautokeino, Finlàndia      | Ella Marie Hætta Isaksen      | Luoddaearru (en sami septentrional)     |
| 2018   | Ljouwert, Frísia           | The Rowan Tree                | Tresor (en còrnic)                      |
| 2022   | Tønder, Dinamarca          | Doria Ousset                  | ROMA (en cors)                          |
| 2023   | -                          | Melissa Pander                | Foarby (en frisó)                       |
| 2024   | Bastia (Còrsega)           | Nani Vazana                   | Una Segunda Piel (en ladí)              |